# منحنی نور

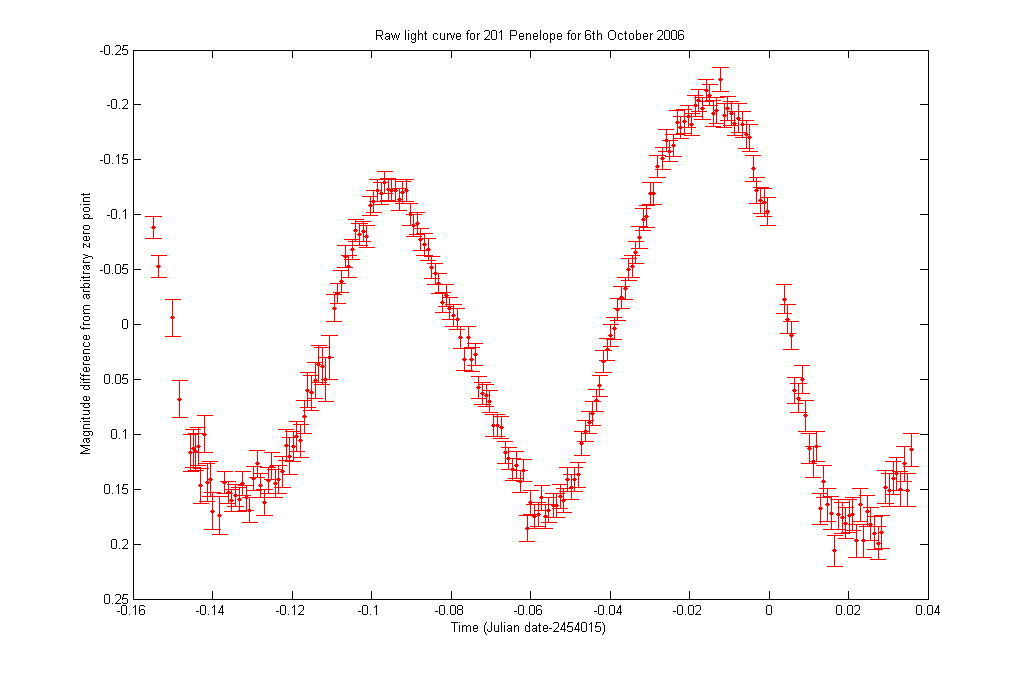
نور منحنی سیارک ۲۰۱ پنه لوپه بر اساس تصاویر گرفته شده در ۶ اکتبر ۲۰۰۶ در رصدخانه دانشگاه Mount John. نشان می‌دهد که بیش از یک چرخش ۳٫۷۴۷۴ ساعت طول می‌کشد.

در نجوم یک منحنی نوری یک نمودار از شدت نور یک جسم آسمانی یا منطقه به عنوان یک تابع از زمان است. نور معمولاً در یک فاصله یا گروه فرکانس خاص است. منحنی‌های نور می‌توانند در مورد گرفتی باینری، Cepheid variables، دیگر متغیرهای دوره ای و ترانزیت سیارات فراخورشیدی یا aperiodic دوره ای باشند، مانند منحنی نور از یک نوا، یک ستاره زمین‌شناسی متغیر، یک ابرنواختر یا رویداد microlensing. مطالعه منحنی نوری همراه با دیگر مشاهدات می‌تواند در مورد فرایند فیزیکی تولید آن یا محدود کردن نظریه‌ها فیزیکی در مورد آن کمک کند.

## ستاره متغیر

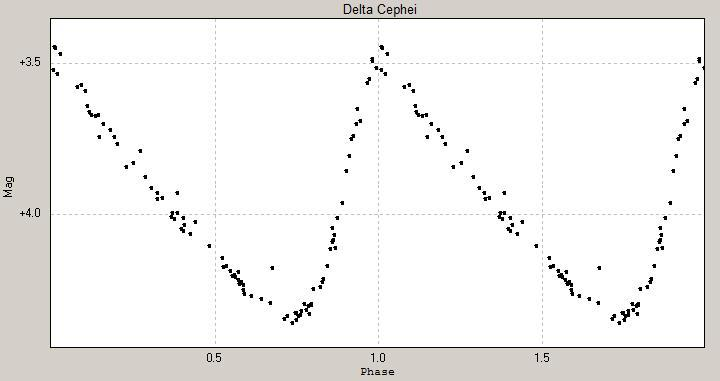
منحنی نور δ Cephei نشان دادن magnitude در مقابل ضربان phase

نمودار از قدر ظاهری یک ستاره متغیر در طول زمان معمولاً برای تجسم و تجزیه و تحلیل رفتار آن‌ها استفاده می‌شود. اگر چه طبقه‌بندی انواع ستاره متغیر به‌طور فزاینده ای از خصوصیات طیفی آنها انجام می‌شود اما دامنه، دوره‌ها و منظم بودن تغییرات روشنایی آنها هنوز هم عوامل مهمی هستند. برخی از انواع Cepheids دارای منحنی‌های بسیار منظم نور با دقیقاً همان دوره، دامنه و شکل در هر چرخه هستند. دیگران مانند متغیرهای میرا دارای منحنی‌های نور منظم کمتری با دامنه‌های بزرگی از مقادیر مختلف هستند، در حالی که متغیرهای semiregular هنوز ثابت نیستند و دامنه‌های کوچکتری دارند.
اشکل منحنی‌های نور ستاره متغیر، اطلاعات ارزشمندی در مورد فرایندهای فیزیکی زیربنایی تغییرات روشنایی ایجاد می‌کنند. برای تغییر متغیرها، شکل منحنی نور، درجه کامل بودن، اندازه نسبی ستاره‌ها و روشنایی‌های نسبی سطح آن را نشان می‌دهد. همچنین ممکن است که خروج از مرکز مدار و تحریف در شکل دو ستاره را نشان دهد. برای ستاره‌های ضربان دار، دامنه یا دوره ضربان می‌تواند مربوط به درخشندگی ستاره، و شکل منحنی نور می‌تواند یک نشان دهنده حالت ضربان باشد.

### ابرنواخترها

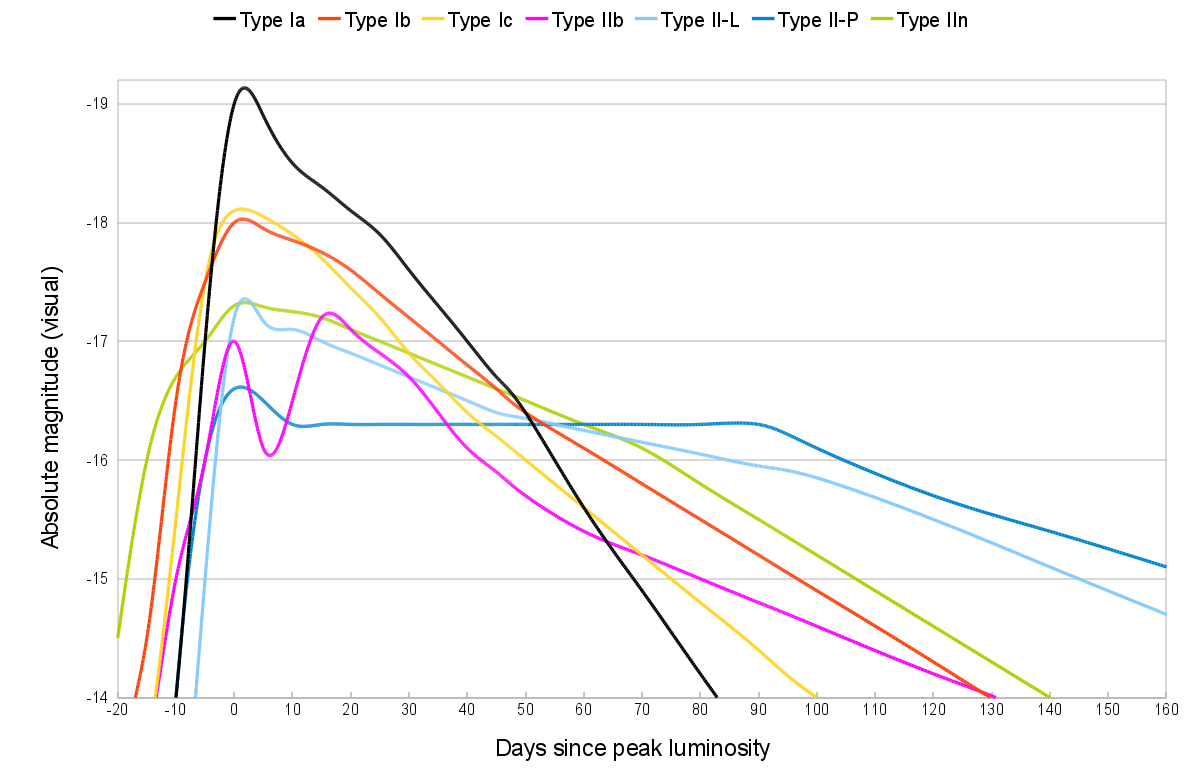
مقایسه منحنی نور نوع ابرنواختر

منحنی نور از ابرنواختر می‌تواند نشان دهنده نوع ابرنواختر باشد. اگر چه نوع ابرنواخترها بر اساس طیف آنها تعریف می‌شوند ولی شکل هر کدام از این منحنی‌های نور معمولی است. نوع اول ابرنواخترها دارای منحنی‌های نور با بیشینه تیز هستند که به تدریج کاهش می‌یابند، در حالی که نوع دوم ابرنواخترها دارای حداکثر شدت کمتری هستند. منحنی نور برای طبقه‌بندی در صورت کشف ابرنواخترها و برای تعیین انواع زیر استفاده می‌شود. به عنوان مثال، نوع II-P (برای فلات) دارای طیف‌های مشابه به نوع II-L (خطی) است، اما منحنی نوری منحصر به فرد است که به مدت چند هفته یا چند ماه قبل از شروع دوباره محو شدنش شیب آن کاهش پیدا کند.

## نجوم سیاره ای
در سیاره‌شناسی منحنی نور می‌تواند برای به دست آوردن دوره چرخش یک ریزسیاره، ماه یا ستاره دنباله دار استفاده شود. از زمین اغلب هیچ راهی برای حل یک شی کوچک در منظومه شمسی وجود ندارد، حتی در قوی‌ترین تلسکوپ‌ها، اندازه زاویه ای ظاهری شی کوچکتر از یک پیکسل در آشکارساز است؛ بنابراین، ستاره شناسان مقدار نور تولید شده توسط یک جسم را به عنوان تابع زمان (منحنی نور) اندازه‌گیری می‌کنند. جدا شدن زمان قله‌ها در منحنی نور، برآورد دوره چرخش جسم را می‌دهد. تفاوت بین حداکثر و حداقل روشنایی (دامنه منحنی نور) می‌تواند به دلیل شکل جسم یا به مناطق روشن و تاریک بر روی سطح آن باشد. به عنوان مثال، منحنی نور نامتقارن سیارک به‌طور کلی دارای قله‌های برجسته تر است، در حالی که یک منحنی نور کروی کوچکتر خواهد بود.
این اجازه می‌دهد تا اخترشناسان اطلاعاتی در مورد شکل و چرخش (اما نه اندازه) سیارک‌ها به دست آورند.

### پایگاه داده منحنی نور سیارک

#### منحنی نور با کد کیفیت
پایگاه داده منحنی نور سیارک یا LCDB لینک منحنی نور سیارک همکار یا CALL از عددی برای ارزیابی کیفیت یک راه حل زمانی برای منحنی‌های کوچک سیاره استفاده می‌کند (لزوماً ارزیابی واقعی اطلاعات پایه ای). پارامتر کد کیفیت آن "U" از ۰ (نادرست) تا ۳ (به خوبی تعریف شده) متغیر است:
- U = ۰ → نتیجه بعداً نادرست ثابت شد
- U = ۱ → نتیجه بر اساس نور منحنی ناقص ممکن است کاملاً اشتباه باشد.
- U = ۲ → نتیجه بر اساس کمتر از پوشش کامل. دوره ممکن است ۳۰ درصد اشتباه یا مبهم باشد.
- U = ۳ → نتیجه امن به دقت داده وابسته است. بدون ابهام است.
- .U = n.a → در دسترس نیست. ناقص یا نتیجه بی‌اعتبار است.

علامت به علاوه (+) یا علامت منفی (-) نیز برای نشان دادن کیفیت کمی بهتر یا بدتر از مقدار نامعلوم استفاده می‌شود.

## وارونگی منحنی نور
معکوس کردن نور منحنی یک روش ریاضی است که برای مدل سازی سطوح اجسام چرخشی از تغییرات روشنایی آنها استفاده می‌شود. این می‌تواند به‌طور مؤثر در تصویر starspots یا سطح سیارک albedos مورد استفاده قرار گیرد.

## میکرولنزینگ
میکرولنزینگ فرایندی است که اجسام نجومی نسبتاً کوچک و کم جرم موجب افزایش اندکی در روشنایی یک شیء دورتر می‌شوند. این به علت اثر نسبیتی کوچک به عنوان لنزهای گرانشی بزرگتر است، اما اجازه تشخیص و تجزیه و تحلیل اشیاء ستاره ای و سیاره ای غیرقابل مشاهده را می‌دهد. خواص این اجسام را می‌توان از شکل منحنی نور منعکس کرد. به عنوان مثال، PA-99-N2 یک رویداد میکرولنزینگ است که ممکن است به دلیل یک ستاره در کهکشان آندرومدا باشد که دارای یک سیاره فراخورشیدی است.